# بابوا غينيا الجديدة
بابوا غينيا الجديدة (بالإنجليزية: Papua New Guinea)‏، أو رسميًا دولة بابوا غينيا الجديدة المستقلة (توك بيسين: Independen Stet bilong Papua Niugini، هيري موتو: Independen Stet bilong Papua Niu Gini) هي دولة تقع في النصف الشرقي من جزيرة بابوا (ثاني كبرى الجزر في العالم) في جنوب غرب المحيط الهادي، في قارة أوقيانيا بالقرب من أندونيسيا. عاصمتها وكبرى مدنها بورت مورسبي. ومن المدن الهامة الأخرى في بابوا غينيا الجديدة: راباول، ولاي، ومادانغ، وغوروكا. الدولة مقسمة لـ 22 مقاطعة، موزعة على أربع مناطق.
احتلت المنطقة قديماً من قبل المستكشفين الإسبان والبرتغاليين. في سنة 1884 كانت مقسمة لنصفين، نصف شمالي يتبع ألمانيا والآخر جنوبي يتبع المملكة المتحدة. وفي سنة 1905 احتلتها أستراليا، وظلت تحكمها حتى نالت استقلالها منها في سنة 1973، واستقلت كلياً في سنة 1975. يسكنها البابوانيون والميلانيسيون. عدد سكانها 11,781,559 نسمة (سنة 2021) ومساحتها 475369 كم2.
ينتمي سكان بابوا غينيا الجديدة إلى مجموعات وطوائف عديدة، ويبلغ عدد اللغات واللهجات المستعملة فيها 820 لغة. وينجم هذا التنوع اللغوي والثقافي عن الظروف الطوبوغرفية التي تتميز بها الجزيرة، والتي أعاقت الاتصال بين المجموعات المختلفة. في المرج الكبير الموجود وسط الجزيرة عاش نحو 50 ألف شخص مقسمين إلى طوائف مختلفة ومنعزلين بشكل تام عن باقي العالم حتى سنة 1938 عندما حامت مروحية فوق المرج واكتشفتهم.
وتستخدم حكومة بابوا غينيا الجديدة اليوم اللغة الإنجليزية كلغة الإدارة، وتعترف بلغتين إضافيتين كلغات رسمية - «توك بيسين» و«هيري موتو»، وهما لغتي كريول تطورت من نوعي رطانة استخدمهما المحليون في علاقاتهم مع التجار الأوروبيين والسلطات الاستعمارية بعد اكتشاف الجزيرة.

## تاريخ البلد
تم العثور على بقايا بشرية قد تعود إلى نحو 50,000 سنة مضت، وهم السكان القدماء، ويُفترض أن أصل هؤلاء من جنوب شرق آسيا، والذين بدورهم يعود منشؤهم إلى أفريقيا من 50,000 إلى 70,000 سنة مضت. وتُعتبر غينيا الجديدة إحدى الأراضي الأولى بعد أفريقيا وأوراسيا التي سكنها الإنسان الحديث، في نفس الوقت تقريبًا مع الهجرة الأولى إلى أستراليا. كانت الزراعة تتطور بشكل مستقل في مرتفعات غينيا الجديدة، منذ 7,000 تقريبا قبل الميلاد، وذلك يجعلها واحدة من المناطق القليلة في تدجين النبات الأصلي في العالم. وجاءت الهجرة الكبرى للشعوب الناطقة بالأسترونيزية في المناطق الساحلية منذ ما يقارب 2,500 سنة مضت، وهذا يتوافق مع ما عُثر عليه من آثار الفخار، والخنازير، وأدوات تدل على تقنيات معينة للصيد. وفي الآونة الأخيرة، أي منذ ما يقرب من 300 عاما، أُدخل إلى غينيا زراعة البطاطا الحلوة بعد أن أدخلت إلى الملوكاس من أمريكا الجنوبية محليا (من قبل السلطة الاستعمارية المهيمنة، كالبرتغال)، وأعلى بكثير من المحاصيل الزراعية من حدائق البطاطا تحولا جذريا الزراعة التقليدية؛ الحلو البطاطس إلى حد كبير محل المحصول السابق، القلقاس، وأدت إلى حدوث زيادة كبيرة في عدد السكان في المرتفعات.
كان القليل معروفًا في الغرب حول الجزيرة حتى القرن التاسع عشر، وإن كان التجار من جنوب شرق آسيا يزور غينيا الجديدة منذ 5,000 سنة مضت جمع ريش الطيور من الجنة) والإسبانية والبرتغالية قد واجه المستكشفون ذلك في أقرب وقت في القرن السادس عشر 1526 و 1527 خورخي دي مينيسيس دوم. في البلاد النتائج الاسم المزدوج من تاريخها الإدارية المعقدة قبل الاستقلال. وبابوا كلمة مشتقة من كلمة pepuah الملايو تصف جعد الشعر الميلانيزية، و«غينيا الجديدة» (نويفا غينيا) كان هذا هو الاسم الذي صاغه المستكشف الإسباني Retez دي أورتيز مكتب المفتش العام، في 1545 الذي لاحظ التشابه بين الناس وتلك التي كان قد رأى في وقت سابق على طول ساحل غينيا في أفريقيا.

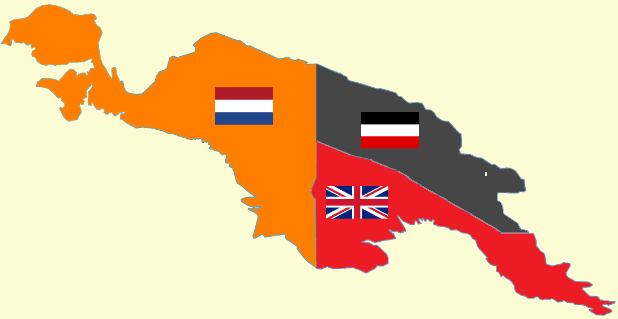
غينيا الجديدة من عام 1884 إلى عام 1919، سيطرت ألمانيا وبريطانيا على النصف الشرقي من غينيا الجديدة.

هاجمت القوات الأسترالية مواقع اليابانية قرب بونا في 7 يناير 1943، والنصف الشمالي من البلاد جاء في أيدي القوات الألمانية في عام 1884 على النحو غينيا الجديدة الألمانية. خلال الحرب العالمية الأولى، كانت محتلة من قبل أستراليا، التي كانت قد بدأت بالإدارة البريطانية غينيا الجديدة، في الجزء الجنوبي، وإعادة تسمية بابوا في عام 1904. بعد الحرب العالمية الأولى، منحت أستراليا ولاية لإدارة الألماني السابق غينيا الجديدة من قبل عصبة الأمم. بابوا، وعلى النقيض من ذلك كان يعتبر، على أن يكون الإقليم الخارجية للكومنولث الأسترالي، ولو على سبيل القانون وبقي في حوزة البريطانية، وهي القضية التي لها أهمية بالنسبة للبلاد في مرحلة ما بعد الاستقلال النظام القانوني بعد عام 1975. هذا الاختلاف في الوضع القانوني يعني أن وبابوا غينيا الجديدة قد إدارات منفصلة تماما، وكلاهما يسيطر؛عليها أستراليا.

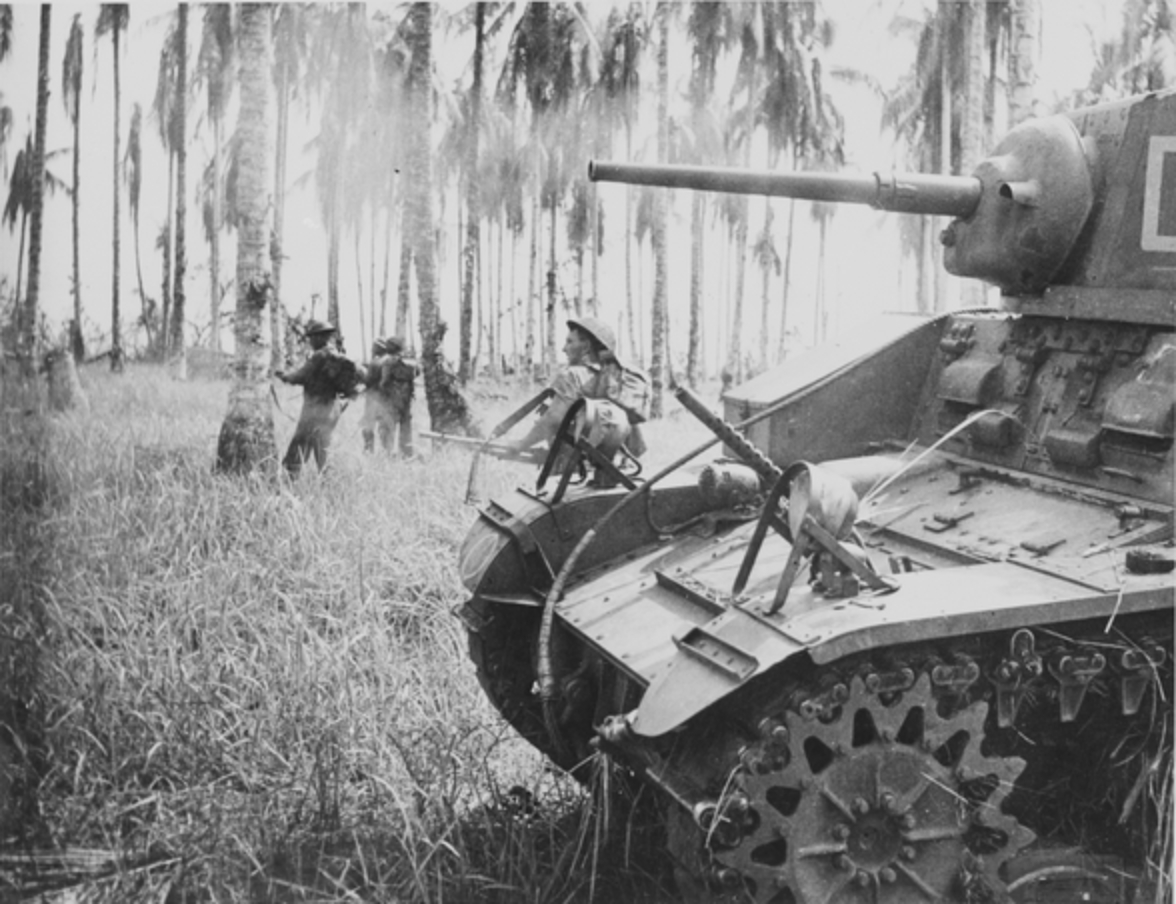
القوات الأسترالية تهاجم المواقع اليابانية خلال معركة بونا غونا، 7 يناير 1943.

حملة غينيا الجديدة (1942-1945) كانت واحدة من الحملات العسكرية والصراعات الرئيسية بين اليابان والحلفاء في الحرب العالمية الثانية، حوالي 216,000 من القوات اليابانية والأسترالية والأميركية من الجنود والبحارة والطيارين لقوا مصرعهم خلال الحملة. وبعد الحرب العالمية الثانية وانتصار الحلفاء، تم دمج الإقليمين في إقليم بابوا وغينيا الجديدة تمت الإشارة إلى هذا لاحقًا باسم «بابوا غينيا الجديدة». حكم بابوا غينيا الجديدة أصبح مفتوحا لإشراف الأمم المتحدة. ومع ذلك، بعض القوانين استمرت (وما زالت) تطبق إلا في واحدة من هاتين المنطقتين، وهذه مسألة معقدة إلى حد كبير اليوم عن تعديل الحدود السابقة بين المحافظات المتجاورة فيما يتعلق بالحصول على الطرق والمجموعات اللغوية، ذلك أن مثل هذه تطبق القوانين على جانب واحد فقط من الحدود التي لم يعد موجودا.
الاستقلال السلمي من أستراليا، وسلطة الأمر الواقع في العاصمة، وقعت يوم 16 سبتمبر من عام 1975، وتظل علاقات وثيقة مع أستراليا (أستراليا لا تزال أكبر مانح للمساعدات الثنائية إلى بابوا غينيا الجديدة).
وأسفر تمرد انفصالي في 1975-76 في جزيرة بوغانفيل إلى تعديل الساعة «الحادية عشرة» من مشروع الدستور لبابوا غينيا الجديدة للسماح لبوغانفيل وثمانية عشر مناطق أخرى من بابوا غينيا الجديدة أن يكون ذات حكم شبه مركزي. الثورة عادت وقضت على 20,000 شخص من عام 1988 حتى تم حلها في عام 1997. في أعقاب الثورة، انتخبت بوغانفيل المتمتعة بالحكم الذاتي جوزيف كابوي رئيسا للبلاد، لكنه كان خلفه نائبه جون تابينمان تابينمان بقي الزعيم الشعبي لحين إجراء انتخابات جديدة وقعت في ديسمبر 2008، حيث فاز جيمس تانيس الناشئ.
رئيس الوزراء السابق السير ميكيري موراوتا حاولت استعادة سلامة لمؤسسات الدولة، وتحقيق الاستقرار في كينا واستعادة الاستقرار في الميزانية الوطنية، وخصخصة المؤسسات العامة عند الاقتضاء، وضمان السلام الجارية في بوغانفيل أعقاب اتفاق عام 1997 الذي انتهى في بوغانفيل الاضطرابات الانفصالية. الحكومة موراوتا نجاحا كبيرا في استقطاب الدعم الدولي، وتحديدا في الحصول على دعم من صندوق النقد الدولي والبنك الدولي في تأمين قروض مساعدات التنمية.
في مارس 2006 للأمم المتحدة لجنة السياسات الإنمائية ودعا لبابوا غينيا الجديدة وتسمية البلدان النامية أن تكون تراجعت إلى أقل البلدان نموا بسبب الركود التي طال أمدها الاقتصادية والاجتماعية. ومع ذلك، إجراء تقييم من قبل صندوق النقد الدولي في أواخر عام 2008 وجدت أن "مزيج من سياسات مالية ونقدية حكيمة، وارتفاع الأسعار العالمية لصادرات السلع المعدنية، وعززت لبابوا غينيا الجديدة مؤخرا انتعاش النمو الاقتصادي واستقرار الاقتصاد الكلي. نمو الناتج المحلي الإجمالي، في أكثر من 6 ٪ في عام 2007، كان واسع النطاق ومن المتوقع أن يستمر ليكون قويًا في عام 2008.

## الجغرافيا

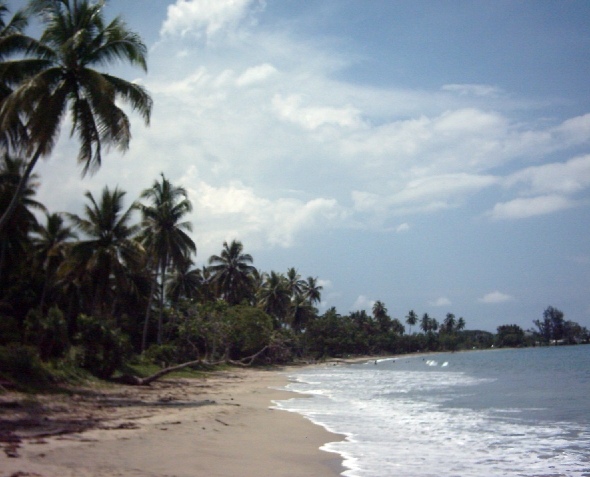
شاطئ في يواك، بابو غينيا الجديدة

تعد بابوا غينيا الجديدة البلد 54 الأكبر في العالم وثالث أكبر دولة جزرية بمساحة تبلغ 462,840 كيلومتر مربع (178,704 ميل مربع). وتعتبر جزءًا من النطاق الأسترالي، والذي يشمل أيضًا أستراليا ونيوزيلندا وشرق إندونيسيا والعديد من مجموعات جزر المحيط الهادئ، بما فيها جزر سليمان وفانواتو. وتقع، متضمنةً جميع جزرها، بين خطي عرض 0 درجة و12 درجة جنوبًا وخطي طول 140 درجة و160 درجة شرقًا. وتملك منطقة اقتصادية خالصة تبلغ مساحتها 2,402,288 كيلومتر مربع (927,529 ميل مربع). يعد البر الرئيسي للبلاد هو النصف الشرقي من جزيرة غينيا الجديدة، حيث توجد أيضًا أكبر المدن، بما فيها بورت مورسبي (العاصمة) ولاي؛ تشمل الجزر الرئيسية الأخرى داخل بابوا غينيا الجديدة أيرلندا الجديدة، وبريطانيا الجديدة، ومانوس وبوغانفيل.
تعد جغرافية البلاد متنوعة وفي بعض الأماكن شديدة الوعورة، لوقوعها شمال البر الرئيسي الأسترالي. تمتد سلسلة الجبال، مرتفعات غينيا الجديدة، على طول جزيرة غينيا الجديدة، مشكلةً منطقة مرتفعات مكتظة بالسكان مغطاة غالبًا بالغابات الاستوائية المطيرة، وعلى طول شبه جزيرة بابوا الطويلة، والمعروفة باسم «ذيل الطائر». توجد الغابات المطيرة الكثيفة في الأراضي المنخفضة والمناطق الساحلية وفي مناطق الأراضي الرطبة الكبيرة جدًا المحيطة بنهري سيبيك وفلاي. صعّبت هذه التضاريس على البلاد تطوير البنية التحتية للنقل. إذ لا يمكن الوصول إلى بعض المناطق إلا سيرًا على الأقدام أو بالطائرة. يعد جبل فيلهلم أعلى قمة فيها على ارتفاع 4,509 متر (14,793 قدمًا). تحاط بابوا غينيا الجديدة بالشعاب المرجانية التي تخضع للمراقبة المشددة للحفاظ عليها. تقع أكبر أنهار بابوا غينيا الجديدة في غينيا الجديدة وتشمل سيبيك، ورامو، وماركام، وموسى، وبوراري، وكيكوري، وتوراما، وواوي وفلاي.
تقع البلاد في منطقة الحزام الناري في المحيط الهادئ، عند نقطة اصطدام العديد من الصفائح التكتونية. من الناحية الجيولوجية، تعد جزيرة غينيا الجديدة امتدادًا شماليًا للصفائح التكتونية الهندية الأسترالية، وتشكل جزءًا من كتلة يابسة واحدة هي أستراليا-غينيا الجديدة (وتسمى أيضًا ساهول أو ميغانيزيا). وهي متصلة بالجزء الأسترالي بواسطة جرف قاري ضحل عبر مضيق توريس، والذي كان في العصور السابقة مكشوفًا كجسر بري، خاصةً في خلال العصور الجليدية عندما كانت مستويات سطح البحر أقل مما هي عليه الآن. مع انجراف الصفيحة الهندية الأسترالية (التي تضم أراضي الهند وأستراليا والمحيط الهندي بينهما) شمالًا، اصطدمت بالصفيحة الأوراسية. دفع تصادم الصفيحتين جبال الهيمالايا والجزر الإندونيسية وسلسلة جبال غينيا الجديدة الوسطى. تعد سلسلة الجبال الوسطى أصغر عمرًا بكثير وأعلى من جبال أستراليا، وهي مرتفع جدًا لدرجة أنها موطن للأنهار الجليدية الاستوائية النادرة.
توجد فيها العديد من البراكين النشطة، وتتكرر الانفجارات البركانية. وتعد الزلازل شائعة نسبيًا، وتصحب أحيانًا بأمواج تسونامي. في 25 فبراير 2018، ضرب زلزال بقوة 7.5 درجة على مقياس ريختر وعمق 35 كيلومترًا وسط بابوا غينيا الجديدة. تمركز أسوأ الضرر حول منطقة المرتفعات الجنوبية. تعد بابوا غينيا الجديدة إحدى المناطق القليلة القريبة من خط الاستواء التي تشهد تساقطًا للثلوج، والتي تحدث في الأجزاء الأكثر ارتفاعًا من البر الرئيسي.

#### التنوع الحيوي
تملك العديد من أنواع الطيور والثدييات الموجودة في غينيا الجديدة روابط وراثية وثيقة مع الأنواع المماثلة الموجودة في أستراليا. وتعد إحدى السمات البارزة المشتركة بين هاتين الكتلتين هي وجود عدة أنواع من الثدييات الجرابية، بما فيها بعض حيوانات الكنغر والبوسوم، والتي لا توجد في أي مكان آخر. تعد بابوا غينيا الجديدة بلد بالغ التنوع.
لم تربط العديد من الجزر الأخرى داخل إقليم بابوا غينيا الجديدة، مثل بريطانيا الجديدة، وأيرلندا الجديدة، وبوغانفيل، والجزر الأميرالية، وجزر تروبرياند وأرخبيل لويزياد، أبدًا بغينيا الجديدة بواسطة جسور برية. لذا، تحتوي هذه الجزر نباتات وحيوانات خاصة بها؛ وتفتقر، على وجه الخصوص، إلى العديد من الثدييات البرية والطيور التي لا تطير والتي تعد شائعة في غينيا الجديدة وأستراليا.
تعد أستراليا وغينيا الجديدة أجزاءً من شبه قارة غندوانا القديمة، والتي بدأت في الانقسام إلى قارات أصغر في العصر الطباشيري، منذ 65-130 مليون سنة. إذ تحررت أستراليا أخيرًا من القارة القطبية الجنوبية منذ نحو 45 مليون سنة. تعد جميع الأراضي الأسترالية موطنًا لنباتات القطب الجنوبي، المنحدرة من نباتات جنوب غندوانا، بما فيها المخروطيات المعلاقية، وصنوبريات أروكاريا، والزان الجنوبي عريض الأوراق (نوثوفاجوس). ما تزال هذه العائلات النباتية موجودة في بابوا غينيا الجديدة. تعد غينيا الجديدة جزءًا من المناطق الاستوائية الرطبة، وانتشرت العديد من نباتات الغابات المطيرة الهندوملاوية عبر المضيق الضيق من آسيا، لتختلط مع النباتات الأسترالية والقطبية القديمة. حددت غينيا الجديدة على أنها أكثر جزر العالم تنوعًا من حيث الأزهار، إذ يوجد بها 13,634 نوعًا معروفًا من النباتات الوعائية.

### الكوارث
هي عرضة للكوارث الطبيعية، فقد تعرضت في العقد الأخير وحده إلى حوادث متعددة من زلازل وأعاصير تسونامي وانفجارات بركانية وفيضانات وجفاف وصقيع مدمّر أسفرت جميعها عن خسائر كبيرة في الأرواح وأدّت إلى نزوح عدد كبير من العائلات وتدمير المحاصيل والممتلكات وسبل العيش وزعزعة الخدمات الاجتماعية كالصحة والتعليم وأن البراكين في بابوا غينيا الجديدة نشطة تشتهر ببراكينها النشطة حيث أن انفجارات كثيرة تحدث في بابوا غينيا الجديدة.

### السطح
ينقسم السطح إلى 6 أقاليم ويعتبر العمود الفقري هي سلاسل جبال يتراوح عرضها بين 80 إلى 200 كم وارتفاعها إلى فوق 3000 م فوق سطح البحر ويعتبر جبل ويلهلم (4509م) أعلى قمة في الدولة وهي جبال شديدة الانحدار وغاباتها كثيفة.
والجبال تتجه من الشرق إلى الغرب وتواصل امتدادها إلى الغرب من الجزيرة ضمن الجزء التابع لأندونيسيا
وتمتد الجبال الشمالية بين (1000م-1200م)
ومعظم جزر بابوا غينيا ذات طابع جبلي وقد تحدث بعض الزلازل في بعض الأماكن.

### الأنهار
معدل متوسط الأمطار على الدولة هو 250 سم والأنهار تجري بسرعة وهي ذات تيارات قوية وتجرف معها الغيرين من المنبع إلى المصب
ومن الأنهار الرئيسية:
- نهر فلاي طولة 1100 كم ويستخدم للملاحة بسفن صغيرة لمسافة 800 كم.
- نهر سيبيك طولة 1100 كم أيضًا ويمكن استخدام 500 كم منه للملاحة.
- نهر واهجي.
- نهر اريف.
- نهر كيكوري.
- نهر ماركهام.
- نهر موسى.
- العديد من الأنهار الأخرى.

## الاقتصاد
بابوا غينيا الجديدة غنية بالموارد الطبيعية، ولكن هناك مشاكل في التضاريس الوعرة، وارتفاع تكلفة تطوير البنية التحتية ومشاكل تتعلق بالقانون والنظام، ونظام ملكية الأرض مما يجعل من التعرف على أصحاب الأراضي لغرض التفاوض بالغ الصعوبة. الزراعة توفر سبل العيش لحوالي 85 ٪ من السكان. وهناك الكتير من الرواسب المعدنية، بما في ذلك النفط، والنحاس، والذهب، وتمثل 72 ٪ من عائدات التصدير. البلاد تشتهر كثيرًا بصناعة القهوة، رئيس الوزراء السابق ميكيري موراوتا حاول استعادة السلامة لمؤسسات الدولة، وتحقيق الاستقرار واستعادة الاستقرار في الميزانية الوطنية، وخصخصة المؤسسات العامة، وضمان السلام الجارية في بوغانفيل أعقاب اتفاق عام 1997 الذي أنهى في بوغانفيل الاضطرابات الانفصالية. حكومة موراوتا نجحت نجاحًا كبيرًا في استقطاب الدعم الدولي، وتحديدا في الحصول على دعم من صندوق النقد الدولي والبنك الدولي في تأمين قروض مساعدات التنمية. هناك تحديات كبيرة تواجه رئيس الوزراء الحالي السيد مايكل سوماري، بما فيها الحصول على المزيد من ثقة المستثمرين، ومواصلة الجهود الرامية إلى خصخصة الأصول الحكومية، والحفاظ على الدعم من أعضاء البرلمان. في مارس 2006 خصصت الأمم المتحدة لجنة السياسات الإنمائية والتي وعدت بابوا غينيا الجديدة وتسمية البلدان النامية أن تكون تراجعت إلى أقل البلدان نموا بسبب الركود التي طال أمدها الاقتصادية والاجتماعية. ومع ذلك، إجراء تقييم من قبل صندوق النقد الدولي في أواخر عام 2008 وجدت أن مزيج من سياسات مالية ونقدية حكيمة، وارتفاع الأسعار العالمية لصادرات السلع المعدنية، وعززت لبابوا غينيا الجديدة مؤخرا انتعاش النمو الاقتصادي واستقرار الاقتصاد الكلي. نمو الناتج المحلي الإجمالي، في أكثر من 6 ٪ في عام 2007، كان واسع النطاق والذي كان متوقعا أن يستمر ليكون أقوى في عام 2009 لكن المشكلة الاقتصادية العالمية أثّرت على التوقعات.

## التقسيم الإداري
محافظات بابوا غينيا الجديدة هي المستوى الإداري الأساسي والأول في الدولة. بابوا غينيا الجديدة ليست اتحاد فدرالي للمحافظات. وتتكون من 20 محافظة وإقليم بحكم ذاتي (بوغانفيل) وضاحية عاصمة الدولة.
في عام 2009 وافق البرلمان على إنشاء محافظتين جديدتين وهما محافظة هيلا وهي جزء سابق لمحافظة المرتفعات الجنوبية، ومحافظة جيواكا وهي جزء سابق من محافظة المرتفعات الغربية. وهذه المحافظات أصبحت رسمياً كذلك في 17 من مايو 2012.

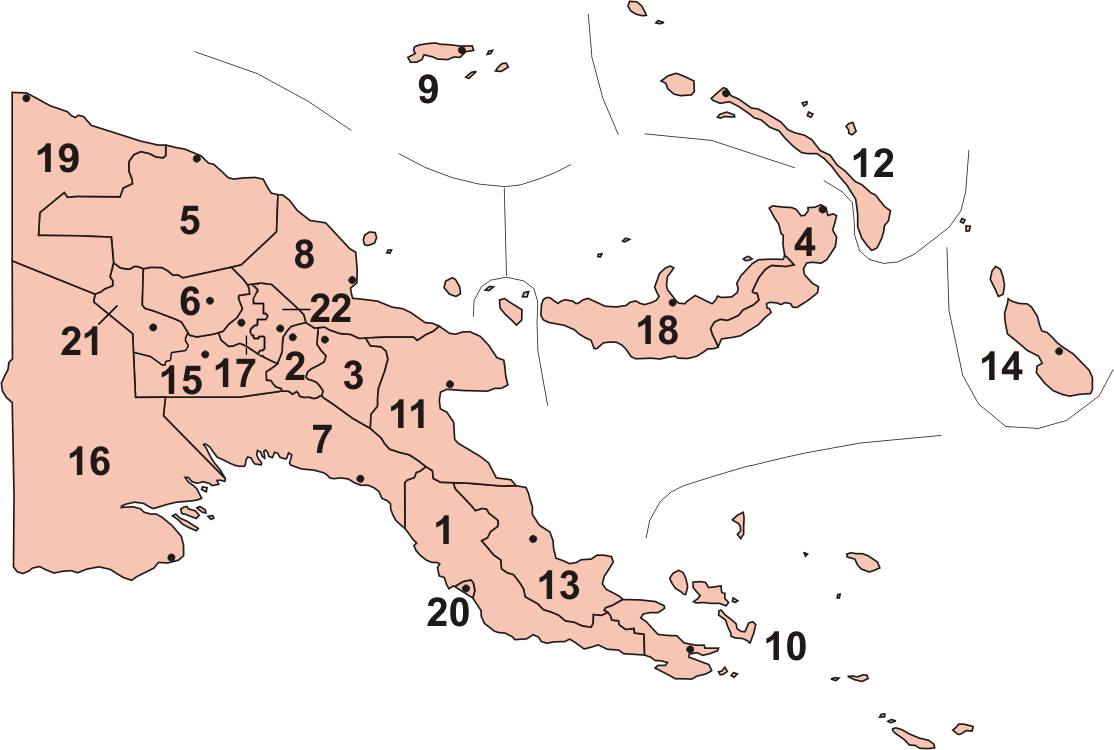
محافظات بابوا غينيا الجديدة

المحافظات والأقليم والضاحية :
| الرقم على الخريطة | المحافظة                    | العاصمة     | المساحة (كم²) | تعداد السكان (2011) | الكثافة (نسمة/كم²) |
| ----------------- | --------------------------- | ----------- | ------------- | ------------------- | ------------------ |
| 1                 | المحافظة الوسطى             | بورت مورسبي | 29,998        | 269,756             | 6.21               |
| 2                 | محافظة سيمبو                | كوندياوا    | 6,112         | 376,473             | 42.42              |
| 3                 | محافظة المرتفعات الشرقية    | غوروكا      | 11,157        | 579,825             | 38.35              |
| 4                 | محافظة شرق بريطانيا الجديدة | كوكوبو      | 15,274        | 328,369             | 14.20              |
| 5                 | محافظة شرق سيبيك            | ويواك       | 43,426        | 450,530             | 7.98               |
| 6                 | محافظة إنغا                 | واباغ       | 11,704        | 432,045             | 22.60              |
| 7                 | محافظة غولف                 | كيريما      | 34,472        | 158,194             | 3.04               |
| 8                 | محافظة مادانغ               | مادانغ      | 28,886        | 493,906             | 12.49              |
| 9                 | محافظة مانوس                | لورينغاو    | 2,000         | 50,231              | 20.76              |
| 10                | محافظة ميلن باي             | ألوتاو      | 14,345        | 276,512             | 14.93              |
| 11                | محافظة موروب                | لاي         | 33,705        | 674,810             | 15.56              |
| 12                | محافظة أيرلندا الجديدة      | كافينغ      | 9,557         | 194,067             | 12.31              |
| 13                | محافظة أورو                 | بوبونديتا   | 22,735        | 186,309             | 5.82               |
| 14                | إقليم بوغانفيل المستقل      | أراوا       | 9,384         | 249,358             | 15.18              |
| 15                | محافظة المرتفعات الجنوبية   | مندي        | 15,089        | 510,245             | 23.86              |
| 16                | المحافظة الغربية            | دارو        | 98,189        | 201,351             | 1.53               |
| 17                | محافظة المرتفعات الغربية    | مونت هاغن   | 4,299         | 362,850             | 59.12              |
| 18                | محافظة غرب بريطانيا الجديدة | كيمبه       | 20,387        | 264,264             | 8.80               |
| 19                | محافظة ساندون               | فانيمو      | 35,820        | 248,411             | 5.12               |
| 20                | ضاحية العاصمة الوطنية       | بورت مورسبي | 240           | 364,125             | 1051.95            |
| 21                | محافظة هيلا                 | تاري        | 10,498        | 249,449             | 17.71              |
| 22                | محافظة جيواكا               | مينج        | 4,798         | 343,987             | 38.68              |

## النقل والاتصلات

### الطيران
يوجد في الدولة أكثر من 400 مهبط للطائرات وتقوم شركة الطيران المحلية برحلات إلى دول العالم وخصوصًا أستراليا وأندونيسيا وسنغافورة والفلبين بالإضافة إلى الطيران إلى الأقاليم الداخلية.

### الاتصالات
جميع المدن ترتبط معا بأجهزة هاتفية تعمل بالطاقة الشمسية، وهناك اتصال إلى مع أستراليا ودول أخرى.

### الإذاعة
تشرف الدولة على جميع محطات الإذاعية في البلاد.

### التلفزيون
دخل التلفزيون إلى البلاد عام 1987م.

## شلل الأطفال
في عام 2000، أُعلن عن خلو البلد من مرض شلل الأطفال. (منظمة اليونيسيف unicef) إلا أن عملية التلقيح أصيبت بركود في العقد الأخير، إذ لم يُلقح سوى ما يقرب من نصف عدد الأطفال الذين تقل أعمارهم عن السنة الواحدة بلقاحات الحصبة وشلل الأطفال، ولم تُلقح سوى 44 في المائة من النساء الحوامل بتوكسويد الكزاز. أما الأمراض التي يمكن الوقاية منها، كالحصبة والالتهاب الرئوي والإسهال، فلا تزال تشكل الأسباب الرئيسية للإصابة بالأمراض والموت. ومما يزيد من مخاطر الوضع التي تتعرض لها كل من الأمّ والطفل عدم توفّر الرعاية الصحية وغيرها الكاملة ما قبل الولادة وانخفاض عدد الولادات التي يشرف عليها عاملون مختصون ومدربون في مجال الصحة. ولا تزال إمكانية الحصول على مياه صالحة للشرب ومراحيض صحية تقتصر على المناطق الحضرية فقط.

## حقوق الإنسان
ظلت النساء والفتيات يعانين من تفشي العنف البدني والجنسي، ولم يُقدم المسؤولون عن هذا العنف إلى ساحة العدالة. واستمر الارتفاع في معدل وفيات الأمهات ومعدل الإصابة بالفيروس المسبب لمرض نقص المناعة المكتسبة (الإيدز)، وذلك بسبب سوء الخدمات الصحية وسوء مرافق البنية الأساسية. وتزايد عدد الأشخاص الذين يتعرضون للاعتداء

### العنف ضد النساء والفتيات
استمر التزايد في أنباء حالات الاغتصاب وغيره من صنوف العنف الجنسي. وأفادت إحصائيات الشرطة بأنه تم الإبلاغ عن 654 حالة اغتصاب خلال الفترة من يناير/كانون الثاني إلى أكتوبر/تشرين الأول، بينما كان عدد الحالات المبلغ عنها خلال الفترة نفسها من العام السابق 526 حالة. ولم يُحاسب سوى عدد قليل ممن زُعم أنهم ارتكبوا حوادث الاغتصاب نظراً لإحجام الضحايا والشهود عن المضي قدماً في القضايا لخوفهن من العنف على أيدي أزواجهن أو أقاربهن أو أفراد الشرطة.

### حقوق المرأة
في نوفمبر/تشرين الثاني، طالبت كارول كيدو، وهي السيدة الوحيدة التي تشغل مقعداً في البرلمان وتشغل منصباً وزارياً، كما طالب «المجلس القومي للمرأة»، بأن تخصص الحكومة ثمانية مقاعد إضافية للمرأة في البرلمان بحلول عام 2012، مما يزيد إجمالي عدد مقاعد البرلمان من 109 مقاعد إلى 117 مقعداً. وكإجراء مؤقت تمهيداً للانتخابات المقرر إجراؤها في عام 2012، أقر مجلس الوزراء عرض اقتراح على البرلمان بإضافة بند دستوري يقضي بتعيين، وليس انتخاب، ثلاثة أعضاء في البرلمان. ومن شأن هذا الإجراء أن يتيح تعيين ثلاث سيدات كأعضاء مستقلين في البرلمان في عام 2009.
وفي سبتمبر/أيلول، أعلن رئيس الوزراء مايكل سوماري علناً تأييده لهذا الإجراء من أجل زيادة عدد النساء في البرلمان

### الحق في الصحة
في يوليو/تموز، صرح وزير الصحة ساسا سيبي بأن الجهود الرامية لتحسين النظام الصحي ما زالت تراوح مكانها، بالرغم من تخصيص 78 مليون دولار أمريكي لوزارة الصحة. وانتقد الوزير الأطباء والممرضين والممرضات لرفضهم العمل في المناطق الريفية، حيث الحاجة ماسة إلى الخدمات الصحية.

### وفيات الأمهات
في يوليو/تموز، أقرت الحكومة بأن سوء مستوى الخدمات والمنشآت الصحية التابعة للحكومة هو من الأسباب التي تساهم في وفاة نحو 2600 سيدة كل عام أثناء الولادة.

### مرض نقص المناعة المكتسبة (الإيدز) والفيروس المسبب له
في يناير/كانون الثاني، قدمت الحكومة تقريرها القُطري عن «المبادئ التوجيهية للأمم المتحدة بخصوص مرض الإيدز» إلى الجمعية العامة للأمم المتحدة. وتتضمن «الخطة الوطنية الإستراتيجية للوقاية» برامج محددة للتدخل من أجل استهداف الفئات الأشد عرضةً للخطر، مثل العاملات بالدعارة والرجال الذين لهم علاقات جنسية مع رجال.
وفي نوفمبر/تشرين الثاني، أصدرت «مجموعة المراجعة المستقلة المعنية بالفيروس المسبب للإيدز»، وهي هيئة في بابوا غينيا الجديدة، تقريراً أشارت فيه إلى أن معدلات الإصابة بالفيروس قد تصاعدت، ومع ذلك فلا يوجد في المناطق الريفية سوى عدد قليل للغاية من العيادات للتعامل مع هذا الوباء المتنامي.

### الاعتداءات على المشتبه في أنهم منالسحرة
كانت هناك عدة حالات من العنف، بما في ذلك قتل أشخاص اتُهموا بممارسة السحر، وذلك على أيدي أقارب من زُعم أنهم ضحايا. ولم تكن الشرطة فعالة في منع أعمال العنف والقتل في كثير من المناطق.
•ففي مارس/آذار، تعرضت امرأتان في غوروكا، كانت قد اتُهمتا بممارسة سحر أدى إلى وفاة أحد الأشخاص، لاعتداء على أيدي أقارب المتوفى، ثم قُتلتا وأُلقيت جثتاهما في النار.

### عمليات الإجلاء القسري
في ديسمبر/كانون الأول، أجلت الشرطة قسراً 400 شخص من مستوطنة تاتي في بورت مورسيبي، حيث هدمت منازلهم بالجرافات وأضرمت فيها النيران، وذلك رداً على مقتل رجل أعمال بارز على أيدي أشخاص يُشتبه أنهم من سكان المستوطنة. وقد اضطر السكان إلى الفرار بمتعلقاتهم. وتقاعست الحكومة عن توفير مساكن بديلة أو وسائل انتقال أو طعام لمن تم إجلاؤهم.